# Martín de Guzmán
Martín de Guzmán († nach 1564) war ein Staatsmann und Diplomat der österreichischen Habsburger im 16. Jahrhundert.
Martín de Guzmán entstammte der spanischen Familie der Guzmán. Sein Vater war Ramiro Núñez de Guzmán. Martín de Guzmán kam in den 1520er Jahren im Zuge der Beteiligung spanischer Truppen an den Türkenkriegen nach Österreich. Er wurde Mitglied des Geheimen Rats. 1530 wurde er Kämmerer und 1551 Oberstkämmerer des römisch-deutschen Königs Ferdinand I. Er war ebenfalls als Diplomat tätig, unter anderem in Italien. Martín de Guzmán war ein enger Vertrauter Ferdinands I. Laut dem venezianischen Gesandten in Österreich schlief er sogar mit diesem in einem Zimmer.